# Heavy (album)
Pour les articles homonymes, voir Heavy.
Albums de Iron Butterfly
In-A-Gadda-Da-Vida
(1968)
Singles
1. Unconscious Power
Sortie : 1968

Heavy est le premier album du groupe de rock américain Iron Butterfly. Il est sorti au début de l'année 1968 sur le label Atco Records.
Ce titre pourrait être à l'origine de l’appellation du genre heavy metal, tant par la dénomination que par le son et les idées musicales développés par le groupe.[réf. nécessaire]
Il s'agit de l'unique album enregistré par la version originale du groupe, composée du chanteur Darryl DeLoach, du guitariste Danny Weis, du bassiste Jerry Penrod, du batteur Ron Bushy et de l'organiste Doug Ingle. Les trois premiers quittent Iron Butterfly peu après.

## Fiche technique

### Titres
| 1. | Possession                     | Doug Ingle                        | 2:45 |
| 2. | Unconscious Power              | Ron Bushy, Doug Ingle, Danny Weis | 2:32 |
| 3. | Get Out of My Life, Woman (en) | Allen Toussaint                   | 3:58 |
| 4. | Gentle as It May Seem          | Darryl DeLoach, Danny Weis        | 2:28 |
| 5. | You Can't Win                  | Darryl DeLoach, Danny Weis        | 2:41 |

| 6.  | So-Lo                | Darryl DeLoach, Doug Ingle             | 4:05 |
| 7.  | Look for the Sun     | Darryl DeLoach, Doug Ingle, Danny Weis | 2:14 |
| 8.  | Fields of Sun        | Darryl DeLoach, Doug Ingle             | 3:12 |
| 9.  | Stamped Ideas        | Darryl DeLoach, Doug Ingle             | 2:08 |
| 10. | Iron Butterfly Theme | Doug Ingle                             | 4:34 |

### Musiciens
- Doug Ingle : orgue, chant
- Ron Bushy : batterie
- Danny Weis : guitare
- Jerry Penrod : basse, chant
- Darryl DeLoach : chant, tambourin

### Équipe de production
- Brian Stone : production
- Charles Greene : production
- Armando Busich : dessin de pochette
- Joe Ravetz : photographie

### Classements et certifications
| Pays (classement)          | Meilleure position |
| -------------------------- | ------------------ |
| États-Unis (Billboard 200) | 78                 |